# Tomáš Kučera (1977)
Tomáš Kučera (* 13. února 1977) je bývalý český fotbalový útočník. Na klubové úrovni hrál pouze v České republice.

## Klubová kariéra
Je odchovancem klubu FK OEZ Letohrad, odkud v roce 1993 odešel do ligové mládeže Hradce Králové. V srpnu 1996 si odbyl zápasovou premiéru v české nejvyšší soutěži proti Jablonci (0:2), když odehrál 37 minut. 
V roce 1997 přestoupil z Hradce Králové do Slavie Praha. V nejvyšší soutěži později oblékal dres Viktorie Žižkov, Příbrami, Plzně a Drnovic.
Poslední ligový zápas odehrál Tomáš Kučera 5. prosince 2004 za Příbram proti Českým Budějovicím (2:0). Dohromady si připsal 159 startů v české 1.lize, v nichž vstřelil 14 branek a na 4 přihrál.
Po ukončení angažmá v Příbrami odešel do klubu SS Ostrá, kde následně ukončil svou fotbalovou kariéru.

## Reprezentační kariéra
V letech 1997–1999 nastoupil šestkrát za českou jedenadvacítku.
S týmem do 23 let se zúčastnil Letních olympijských her v Austrálii, kde české mužstvo obsadilo se 2 body za dvě remízy poslední čtvrté místo v základní skupině C. Na turnaji odehrál 2 zápasy.